# Naked Mind
Naked Mind è un brano musicale di Masami Okui scritto da Yabuki Toshiro e dalla stessa Okui, e pubblicato come singolo il 5 dicembre 1996 dalla Starchild. Il singolo è arrivato alla trentottesima posizione nella classifica settimanale Oricon dei singoli più venduti, vendendo 28 760 copie. Naked Mind è stato utilizzato come sigla d'apertura del drama radiofonico Slayers N・EX, mentre il lato B Niji no You ni è stato utilizzato come sigla di chiusura.

## Tracce
CD singolo KIDA-143
1. naked mind – 4:15
2. Niji no You ni (虹のように?) – 4:36
3. naked mind (off vocal version) – 4:15
4. Niji no You ni (虹のように?) (off vocal version) – 4:34

Durata totale: 17:40

## Classifiche
| Classifica (1996)                        | Posizione più alta |
| ---------------------------------------- | ------------------ |
| Giappone (Classifica settimanale Oricon) | 38                 |